# Пристайловский сельский совет (Лебединский район)
Пристайловский сельский совет (укр. Пристайлівська сільська рада) — входит в состав
Лебединского района
Сумской области
Украины.
Административный центр сельского совета находится в 
с. Пристайлово
.

## Населённые пункты совета
- с. Пристайлово
- с. Барабашовка
- с. Горки
- с. Шевченково